# Tōhō
Toho Co., Ltd. (東宝株式会社 Tōhō kabushiki gaisha?) este o companie japoneză de producție și distribuție de film. Are sediul central în Chiyoda, Tokyo și este una dintre companiile de bază ale grupului Hankyu Hanshin Toho. A fost fondată la 12 august 1932 de către Ichizō Kobayashi ca Tokyo-Takarazuka Theater Company (東京宝塚劇場株式会社 Tōkyō Takarazuka Gekijō Kabushiki-gaisha?). În străinătate, este cunoscută ca o producătoare principală de filme kaiju și tokusatsu sau pentru filmele lui Akira Kurosawa, Yasujirō Ozu, Kenji Mizoguchi, Masaki Kobayashi sau Mikio Naruse.
Cel mai cunoscut personaj fictiv din filmele Toho este Godzilla. Alți monștri renumiți sunt Rodan, Mothra, King Ghidorah și Mechagodzilla.